# Севернофризийски език
Севернофризийският е малцинствен език в Германия, който се говори от около 10 000 души в Северна Фризия. Езикът е част от по-голямата група западногермански фризийски езици. Езикът се състои от 10 диалекта, които се разделят на островна и континентална група.
Севернофризийският е тясно свързан със сатерландския фризийски език на северозападна Германия и на западнофризийския, който се говори в Нидерландия. Всичките те са свързани с английския език и оформят англо-фризийската група.
Фонологичната система на севернофризийските диалекти е силно повлияна от стандартен немски и бавно се адаптира към него. С брой на носители на езика по-малко от 10 000 и свиваща се употреба в Северна Фризия, севернофризийският език е застрашен. Защитен е като малцинствен език и е официален език в Северна Фризия и на остро Хелголанд.